# Oeneis uhleri
Oeneis uhleri är en fjärilsart som beskrevs av Realkirt 1866. Oeneis uhleri ingår i släktet Oeneis och familjen praktfjärilar. Inga underarter finns listade i Catalogue of Life.

## Bildgalleri

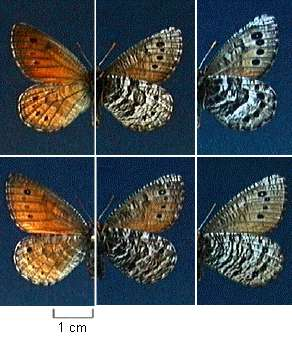